# Досмухамбетов, Жолдаскали Ахметович
Жолдаскали Ахметович (Джулдасгалий Ахмедович) Досмухамбетов (15 сентября 1916 года, Ракуша, Туркестанский край, Российская империя — 20 декабря 1977 года) — советский инженер-геолог, лауреат Ленинской премии (1966). Почётный нефтяник СССР. Заслуженный нефтяник КазССР (1966). Лауреат Государственной премии Республики Казахстан (1995).

## Биография
Родился 15 сентября 1916 года в посёлке Ракуша Туркестанского края (сегодня — Макатский район) Гурьевской области.
Образование: два курса Гурьевского нефтяного техникума (1932—1934), Московский нефтяной институт (1940), Московская академия нефтяной промышленности СССР (годы учёбы 1951—1953).
Работа:
- 1940—1947 гл. геолог, зам. директора, с 1943 директор нефтепромысла Байчунас
- 1947—1950 управляющий трестом «Казнефтеразведка»
- 1950—1951 главный геолог промысла
- 1953—1954 директор промысла Макат
- 1954—1971 главный геолог, с 1957 начальник объединения «Казахстаннефть» (с 1965 «Эмбанефть»)
- 1971—1977 главный геолог комбината «Эмбанефть».

Депутат ВС КазССР 5-7 созывов.

## Память
В честь Досмухамбетова в Атырау названы улица и областной лицей. Также именем Жодаскали Досмухамбетова было названо месторождение в Атырауской области.

## Награды
- Ленинская премия 1966 года
- Награждён орденами Ленина, Октябрьской революции, двумя орденами Трудового Красного Знамени, орденом «Знак Почёта», медалями.